# Bulbophyllum carunculatum
Espèce
Statut CITES
Bulbophyllum carunculatum est une espèce d'orchidée originaire des Philippines et de Sulawesi
Il donne des fleurs jaunes avec un labelle foncé au bout de hampe de 45 cm de long.

## Galerie

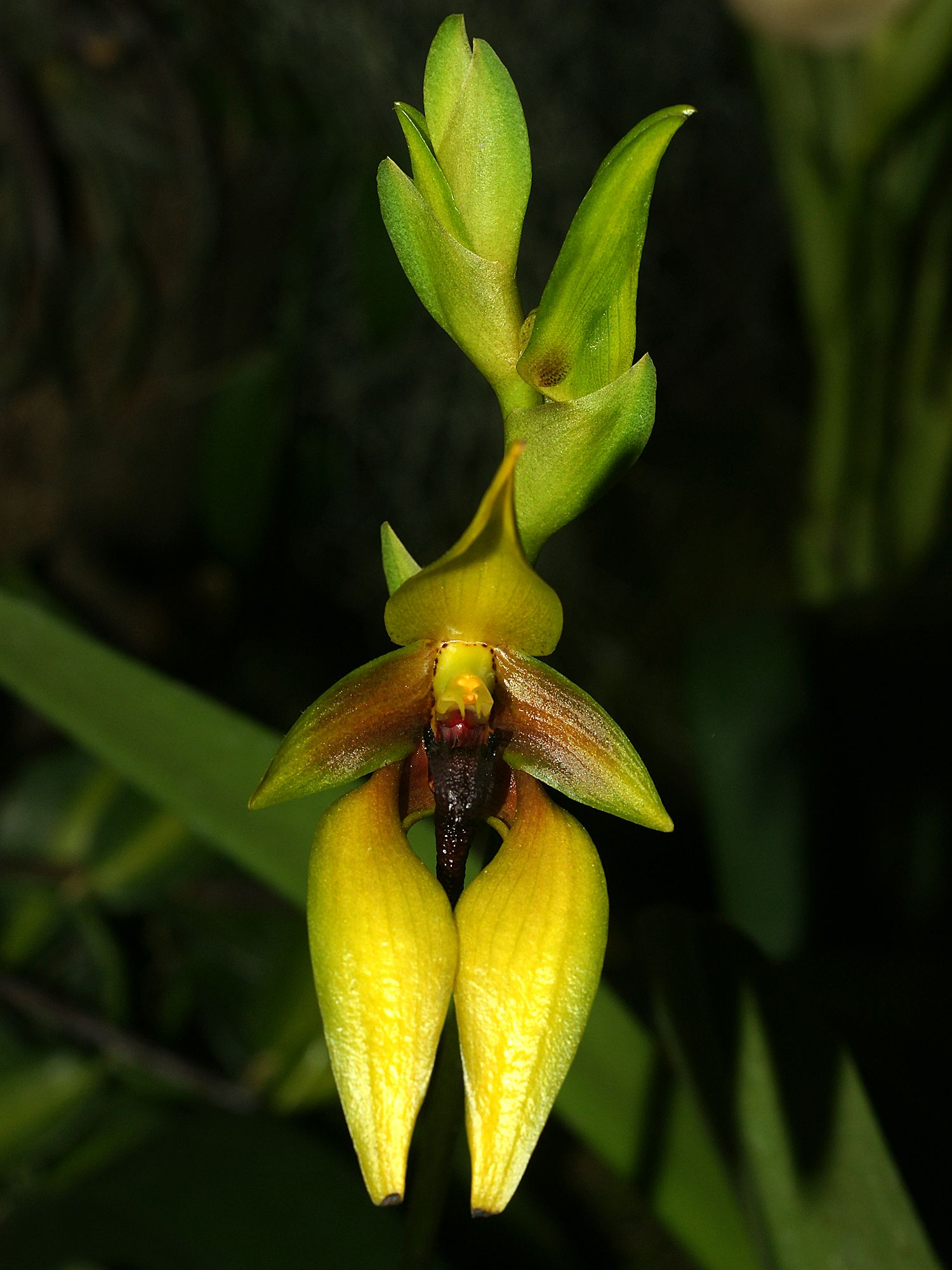
Fleur